# La Bâtie-d'Arvillard
Pour les articles homonymes, voir Bâtie et Arvillard.
La Bâtie-d'Arvillard est une ancienne commune française du département de l'Isère. La commune n'a connu qu'une brève existence : entre 1790 et 1794, elle est supprimée et rattachée à Saint-Pierre-d'Allevard.

## Toponymie
Le bourg est mentionné sous les formes Bastida Alti Vilaris au XIVe siècle, Bastida in valle Alavardi au XVe siècle ou encore Bâtie d'Arvilars au XVIIe siècle.
Le toponyme bâtie provient de lapériode du conflit delphino-savoyard, où une fortification a été érigée.

## Histoire
Autrefois, La Bâtie d'Arvillard était l'un des fiefs de la puissante famille d'Arvillard ou d'Arvillars, à l'origine des fondations du prieuré clunisien de Saint-Pierre d'Allevard (1082) et de la chartreuse de Saint-Hugon (1173).
Co-seigneurs de la vallée d'Allevard du XIe au XVIIIe siècle, les Arvillars de la branche cadette, vassaux des dauphins de Viennois puis des rois de France, vendront leurs fief et titre à Joseph de Barral, seigneur d'Allevard, qui obtiendra l'érection de La Bâtie d'Arvillard en marquisat (1739).

### Source
- Des villages de Cassini aux communes d'aujourd'hui, « Notice communale : La Bâtie-d'Allevard », sur ehess.fr, École des hautes études en sciences sociales.